# Fons van Wissen
Fons van Wissen (Margraten, 21 marzo 1933 – 7 luglio 2015) è stato un calciatore olandese, di ruolo centrocampista.